# Bertalan Szemere

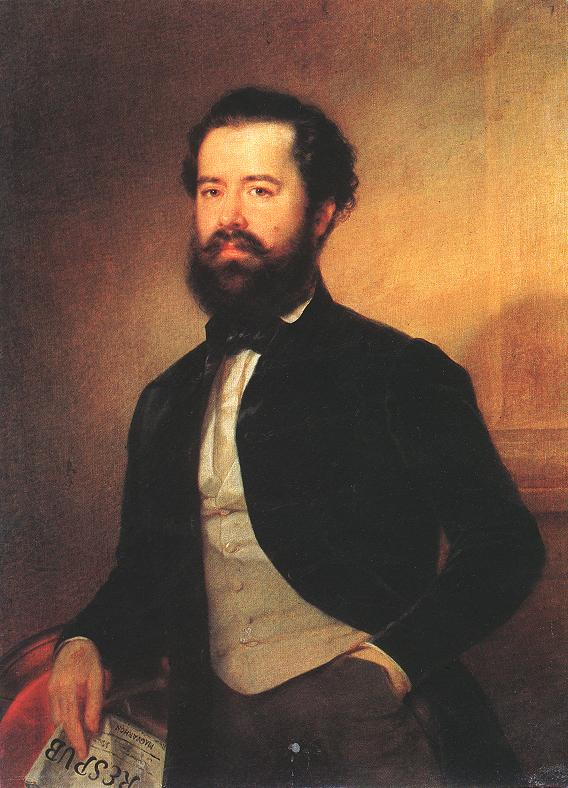
Bertalan Szemere, portret uit 1851

Bertalan Szemere (Vatta, 27 augustus 1812 – Boeda, 18 januari 1869) was een Hongaars dichter en politicus die de derde premier van Hongarije was tijdens de korte periode van de Hongaarse Revolutie in 1848-1849. Hij was de eerste Hongaarse minister van Binnenlandse Zaken.

## Leven
Szemere studeerde in Bratislava en ging daarna aan de slag als advocaat in het comitaat Borsod. In 1842 werd hij aangesteld als voorzitter van de rechtbank en in 1846 onder-ispán van Borsod en tevens voor hetzelfde comitaat als volksvertegenwoordiger in de Hongaarse Landdag verkozen. Hij toonde zich hier als een van de meest actieve leden van de Vooruitgangspartij en ontwierp als landdaggriffier enkele van de meest belangrijke wetsvoorstellen. 
In maart 1848 werd hij door Lajos Batthyány aangesteld als minister van Binnenlandse Zaken. Hij sloot hij zich samen met Lajos Kossuth aan bij de revolutie en trad hij toe tot de Hongaarse Landsverdedigingscommissie. In december van dat jaar werd hij afgevaardigd naar Opper-Hongarije (dat ongeveer overeenkomt met het huidige Slovakije) en vormde daar een guerillakorps ter verdediging tegen een Oostenrijks korps onder bevel van Franz Schlik, dat het gebied was binnengevallen.
Na de onafhankelijkheidsverklaring op 14 april 1849 nam hij het voorzitterschap van de nieuwe Hongaarse regering op en vluchtte, nadat Artúr Görgei zich had overgegeven, naar Constantinopel, om zich vervolgens na een reis door Griekenland in Parijs te vestigen. In 1865 keerde hij, fysiek en mentaal gebroken, naar zijn thuisland terug en stierf vier jaar later in Boeda.